# Quartier des Invalides
Das Quartier des Invalides ist das 26. der 80 Quartiers (Stadtviertel) von Paris im 7. Arrondissement.

Die Stadtviertel im 7. Arrondissement

## Lage
Der Verwaltungsbezirk im 7. Arrondissement von Paris wird von folgenden Straßen begrenzt: Im Westen: Boulevard de la Tour-Maubourg bis zur Pont des Invalides; im Osten: ein Teil der Rue Vaneau, dann weiter die Rue de Bellechasse und die Rue de la Légion d’Honneur bis zur Seine; im Süden: am Place Denis Cochin beginnend, ein Teil der Avenue de Tourville bis zum Boulevard des Invalides und dann weiter südlich die Rue de Babylone bis zur Kreuzung mit der Rue Vaneau; im Norden: Quai Anatole France und Quai d’Orsay entlang dem Seineufer.

## Namensursprung
Da die Anlage um das Hôtel des Invalides das Viertel beherrscht, wurde es danach benannt.

## Sehenswürdigkeiten
- Pont Alexandre III
- Hôtel des Invalides mit der Esplanade des Invalides, dem Musée de l’Armée und dem Tombeau de Napoléon
- Musée Rodin
- Basilique Sainte Clotilde
- Assemblée nationale